# Campo di concentramento di Monigo
Il campo di concentramento di Monigo fu un campo di prigionia, aperto durante la seconda guerra mondiale e destinato ai prigionieri civili slavi (soprattutto sloveni e croati). Si trovava a Treviso, nel sobborgo di Monigo.
Il numero totale di quanti vi furono internati non è computabile con esattezza, ma oscilla attorno alle diecimila unità, con una presenza media di 2 582 persone (punta massima, 3 374, approssimata secondo alcune fonti in 4 000 unità, mentre la capienza massima prevista dalle autorità militari era di 2 400 o 2700).

## Il campo
Ricavato all'interno della caserma "Cadorin" di recente costruzione, il campo entrò in funzione nel luglio 1941 e rimase attivo fino alla caduta del fascismo.
L'internato che giungeva nel campo veniva sottoposto a "bonifica" (cioè a una doccia con simultanea disinfestazione degli abiti, che gli venivano poi restituiti, in quanto non era prevista una divisa). Poi gli veniva fornito il suo corredo: due coperte, un cucchiaio, una gavetta e un po' di paglia. Per dormire, disponeva di un giaciglio su letti a castello all'interno di una delle camerate delle sei casermette in muratura, fornite di bagni, di cui disponeva il campo. Altre strutture ospitavano le cucine e il comando. Il campo non era di lavoro, anche se alcuni disegni del campo composti da un artista sloveno internato, Vladimir Lamut, rappresentano attività di edilizia o manutenzione.
I prigionieri erano sottoposti a una rigida disciplina, che prevedeva frequenti ispezioni, anche per evitare evasioni, che pure vi furono. Non risulta che fosse praticata sistematicamente la violenza contro i prigionieri, ma una testimonianza riferisce una pratica del temuto tenente colonnello dei carabinieri Alfredo Anceschi, comandante del campo, di cui si dice che, per punizione o monito, avesse tenuta una donna legata ad un palo per un'intera giornata. I prigionieri, distinti, in teoria, in base alla Circolare 3 C di Mario Roatta, in "repressivi" (da vigilare) e "protettivi" (da proteggere: sarebbero stati gli slavi che potevano temere ritorsioni da parte dei partigiani), all'atto pratico erano mescolati tra loro e questo poteva creare problemi di convivenza.
Le condizioni materiali di vita erano molto pesanti: le camerate non erano riscaldate e la dieta prevedeva, sulla carta, solo 911 calorie giornaliere per i repressivi. All'atto pratico, all'internato arrivava di meno per imboscamenti da parte dei militari, tentati di arricchirsi con la borsa nera. Si consideri poi che la dieta era molto sbilanciata, presentando carenze vistose di grassi, proteine, vitamine; inoltre i finanziamenti stanziati per sfamare tutti i prigionieri slavi dei campi fascisti avevano visto perdere il loro valore reale a causa dell'alta inflazione del periodo: per cui le somme preventivate all'inizio (primo semestre del 1942) nel giro di pochi mesi non erano più sufficienti a garantire l'acquisto di quel poco che era stato stabilito. Chi poteva contare su aiuti esterni (famiglie o reti di solidarietà) poteva reggere, chi non aveva aiuti, o giungeva nel campo già pesantemente debilitato, come le donne e i bambini che nell'autunno provenivano da Arbe (Rab), furono condannati alla morte per stenti e malattie. Circa 200 furono le vittime del campo (ci sono tre elenchi al riguardo, che contano rispettivamente 187, 192 e 225). A Treviso morirono 53 bambini sotto i dieci anni; il tasso di mortalità infantile (calcolato sui 45 nati nel campo) fu quasi del 300 per mille, includendo 2 bambini nati nel campo di Monigo e poi morti nel campo di Gonars. Il professor Menemio Bortolozzi di Treviso, anatomopatologo, autore di molte autopsie, documentò come la fame fosse una delle prime cause di morte, accanto alla tubercolosi e ad altre malattie favorite dal freddo e dal sovraffollamento. "Non erano cadaveri normali", avrebbe affermato il medico, "sembravano delle mummie o dei corpi riesumati". Il fegato di una persona pesava un terzo del normale. Esistono diverse memorie di questo campo, da parte di persone che furono testimone dirette dei fatti o di altre che ne sentirono parlare. Ha affermato, per esempio, il partigiano e cineasta Giuseppe Taffarel:
(Giuseppe Taffarel)

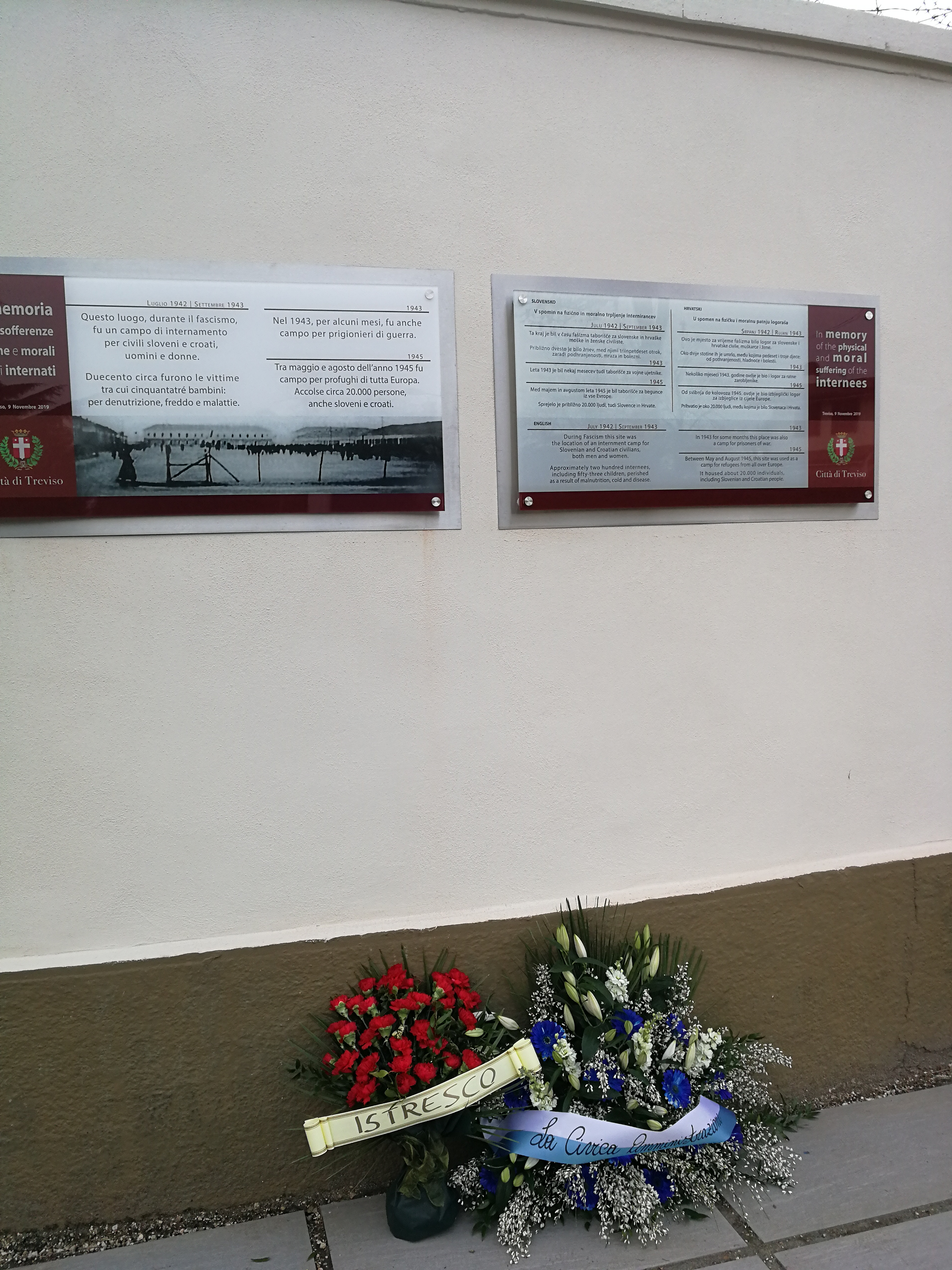
Targa commemorativa sulle pareti esterne dell'ex campo

Il campo per slavi cessò di esistere nel luglio del 1943. Tuttavia, finita la guerra, e precisamente da maggio ad agosto del 1945, fu riattivato come campo per profughi di tutta Europa. Gestito dal Governo Militare Alleato (AMG: Allied Military Governement), vi transitarono quasi 20 000 persone: molti erano polacchi (8 000), francesi (4 700) e slavi (2 000) in fuga dal governo di Tito, ma vi passarono anche internati militari italiani provenienti dalla Germania. Questa seconda vita del campo ha contribuito a confondere la memoria popolare dell'evento, già di per sé alquanto debole. Dopo questa parentesi, scartata l'ipotesi di un utilizzo dello stesso sito per profughi giuliani, le caserme tornarono ad esercitare la loro funzione naturale e sono ancora a disposizione dell'esercito.